# Гаивский сельский совет (Кременецкий район)
Гаивский сельский совет (укр. Гаївська сільська рада) — входит в состав
Кременецкого района
Тернопольской области
Украины.
Административный центр сельского совета находится в 
с. Гаи.

## Населённые пункты совета
- с. Гаи
- с. Града
- с. Диброва
- с. Комната